# Scoparia yakushimana
Scoparia yakushimana là một loài bướm đêm trong họ Crambidae.